# Rewolucja trabantów
Rewolucja trabantów – termin, którym opisuje się ucieczkę około 25 tysięcy obywateli NRD do Niemiec Zachodnich w sierpniu 1989 roku. Nazwa powstała od najczęściej używanego środka transportu podczas tej fali ucieczki (Trabanta).
Latem 1989 r. Węgry ogłosiły zniesienie blokady przejścia granicznego z Austrią, a ministrowie spraw zagranicznych Austrii i Węgier, Alois Mock i Gyula Horn symbolicznie przecięli drut kolczasty. Wykorzystało to około 14 tysięcy obywateli NRD, którzy samochodami, przez Węgry i Austrię dostali się do RFN. W NRD pod rządami SED (Socjalistyczna Partia Jedności Niemiec) istniał zakaz wyjazdów do RFN. Część uciekinierów na początku października schroniło się w ambasadzie niemieckiej w Pradze, a następnie wybrało drogę kolejową przez Czechosłowację. W tym okresie odprawiono 14 pociągów z Pragi do Hof.